# Voli con equipaggio per la Tiangong
Questa è la lista dei voli con equipaggio per la stazione spaziale cinese Tiangong. Le missioni iniziarono nel giugno 2021, qualche mese dopo il lancio del primo modulo della stazione, Tianhe.  

## Voli completati
|   | Missione    | Equipaggio                             | Foto equipaggio | Inizio           | Fine              | Durata     | Note                                             |
| - | ----------- | -------------------------------------- | --------------- | ---------------- | ----------------- | ---------- | ------------------------------------------------ |
| 1 | Shenzhou 12 | Niè Hǎishèng Liu Boming Tang Hongbo    |                 | 17 giugno 2021   | 17 settembre 2021 | 92 giorni  | Primo equipaggio verso la stazione Tiangong      |
| 2 | Shenzhou 13 | Zhai Zhigang Wang Yaping Ye Guangfu    |                 | 15 ottobre 2021  | 16 aprile 2022    | 182 giorni | Prima missione cinese con equipaggio di sei mesi |
| 3 | Shenzhou 14 | Chén Dōng Liu Yang Cai Xuzhe           |                 | 5 giugno 2022    | 4 dicembre 2022   | 182 giorni | Seconda missione cinese di lunga durata          |
| 4 | Shenzhou 15 | Fei Junlong Deng Qingming Zhang Lu     |                 | 29 novembre 2022 | 3 giugno 2023     | 186 giorni | Terza missione cinese di lunga durata            |
| 5 | Shenzhou 16 | Jing Haipeng Zhu Yangzhu Gui Haichao   |                 | 30 maggio 2023   | 31 ottobre 2023   | 154 giorni | Quarta missione cinese di lunga durata           |
| 6 | Shenzhou 17 | Tang Hongbo Tang Shengjie Jiang Xinlin |                 | 26 ottobre 2023  | 30 aprile 2024    | 187 giorni | Quinta missione cinese di lunga durata           |
| 7 | Shenzhou 18 | Ye Guangfu Li Cong Li Guangsu          |                 | 25 aprile 2024   | 3 novembre 2024   | 192 giorni | Sesta missione cinese di lunga durata            |
| 8 | Shenzhou 19 | Cai Xuzhe Song Lingdong Wang Haoze     |                 | 29 ottobre 2024  | 30 aprile 2025    | 182 giorni | Settima missione cinese di lunga durata          |

## Voli in corso
|   | Missione    | Equipaggio                       | Foto equipaggio | Inizio         | Fine                       | Durata                   | Note                                   |
| - | ----------- | -------------------------------- | --------------- | -------------- | -------------------------- | ------------------------ | -------------------------------------- |
| 9 | Shenzhou 20 | Chén Dōng Chen Zhongrui Wang Jie |                 | 24 aprile 2025 | Ottobre 2025 (pianificato) | 180 giorni (pianificato) | Ottava missione cinese di lunga durata |